# Сопин, Фёдор Петрович
Фёдор Петрович Сопин (23.12.1911 — 1966) — бригадир монтажников, Герой Социалистического Труда (1958).
Родился: Курская обл., Валуйский р-н, д. Туланка. В 1929 г. приехал в Ленинград и поступил на завод строительных блоков. Через два года возглавил монтажное звено, строил дома.
В войну служил в 30-м гвардейском корпусе генерала Н. П. Симоняка, в 45-й гвардейской стрелковой дивизии (боец-разведчик, наводчик миномёта). Награждён орденом Славы III степени, медалями «За отвагу» и «За боевые заслуги». Несколько раз был ранен.
После демобилизации вернулся на работу монтажника.
В 1958 году бригадир монтажников Кузнецовского ДСК-4 (г.Ленинград) Фёдор Сопин был удостоен звания Героя Социалистического Труда.
В 1959 г. избран депутатом Верховного Совета РСФСР.
С 1965 г. на пенсии.